# Coppa Italia regionale (calcio a 5)
La fase nazionale della Coppa Italia regionale, nota impropriamente come Coppa Italia di Serie C,  è una competizione di Calcio a 5 italiana, organizzata dalla Divisione Calcio a 5, a cui partecipano le società vincenti le rispettive Coppe Italia regionali.

## Formula
La formula attuale prevede che siano iscritte di diritto alla manifestazione le società vincenti la Coppa Italia Regionale di ciascun Comitato (19, poiché i club di Piemonte e Valle d'Aosta afferiscono allo stesso Comitato Regionale). Il regolamento attuale vieta tuttavia la partecipazione delle squadre di 5º livello; nel caso una squadra di serie C2 risultasse vincitrice della propria Coppa Italia regionale, si qualificherà alla fase nazionale la società di serie C1 giunta più avanti nella medesima manifestazione.
Nella prima fase le società partecipanti si affrontano in accoppiamenti oppure in triangolari dai quali si qualifica ai quarti di finale solamente la vincitrice degli stessi. Per determinare la squadra vincitrice si tiene conto nell'ordine: dei punti ottenuti negli incontri disputati; della migliore differenza reti; del maggior numero di reti segnate. 
Persistendo ulteriore parità o nell'ipotesi di completa parità tra le te squadre, la vincente sarà determinata per sorteggio che sarà effettuata dalla Segreteria della Divisione Calcio a Cinque. Dai quarti alla finale, le società disputano gare di andata e ritorno ad eliminazione diretta. Il sorteggio della squadra che disputerà la prima gara in casa è effettuato durante la Conferenza Nazionale dei Responsabili Regionali. La Società vincente la Fase nazionale della Coppa Italia regionale è inoltre promossa di diritto al campionato di serie B. Nell'ipotesi in cui essa avesse già acquisito per meriti sportivi il titolo sportivo per richiedere l'ammissione al Campionato Nazionale Serie B, tale diritto non verrà assegnato ad alcuna Società.

## Premi
Una coppa e venticinque medaglie d'oro sono assegnate alla squadra vincitrice, una targa e venticinque medaglie d'argento sono assegnate alla squadra seconda classificata.

## Albo d'oro
| Stagione | Campione                                   | Totale                                     | Finalista                                  | Andata                                     | Ritorno                                    |
| -------- | ------------------------------------------ | ------------------------------------------ | ------------------------------------------ | ------------------------------------------ | ------------------------------------------ |
| 1992-93  | Prato                                      | 9-6                                        | L. Castellana Grotte                       | 3-4                                        | 6-2                                        |
| 1993-94  | L. Castellana Grotte                       | ?                                          | Poggibonsese                               | ?                                          | ?                                          |
| 1994-95  | Ferratella S.C.                            | ?                                          | ?                                          | ?                                          | ?                                          |
| 1995-96  | Team Sport Ancona                          | ?                                          | ?                                          | ?                                          | ?                                          |
| 1996-97  | Vesuvio Napoli                             | ?                                          | ?                                          | ?                                          | ?                                          |
| 1997-98  | Martina                                    | ?                                          | ?                                          | ?                                          | ?                                          |
| 1998-99  | Olimpia Ischia                             | ?                                          | ?                                          | ?                                          | ?                                          |
| 1999-00  | Brillante Roma                             | ?                                          | ?                                          | ?                                          | ?                                          |
| 2000-01  | Gabetto                                    | ?                                          | Albano                                     | 4-4                                        | ?dts                                       |
| 2001-02  | Nepi                                       | 6-3 dcr                                    | Sarno                                      | 6-3dcr                                     | 6-3dcr                                     |
| 2002-03  | Marcianise                                 | 13-7                                       | Thiene                                     | 10-4                                       | 3-3                                        |
| 2003-04  | Aurelia Nordovest                          | 12-9                                       | Bergamo Calcetto                           | 7-3                                        | 5-6                                        |
| 2004-05  | Ruvo Calcetto                              | 13-7                                       | Dream Team Viareggio                       | 7-1                                        | 6-6                                        |
| 2005-06  | Santa Maria                                | 15-11                                      | Ciriè                                      | 4-8                                        | 11-3                                       |
| 2006-07  | Villabate                                  | 8-4                                        | Tre Colli Ancona                           | 3-0                                        | 5-4                                        |
| 2007-08  | Colleferro                                 | 4-3                                        | Carmenta                                   | 1-2                                        | 3-1                                        |
| 2008-09  | ISEF Poggiomarino                          | 4-3                                        | Montecastelli                              | 2-1                                        | 2-2                                        |
| 2009-10  | San Giuseppe Jesi                          | 7-6                                        | Virtus Guidonia                            | 6-4                                        | 1-2                                        |
| 2010-11  | LCF Martina                                | 7-4                                        | L'Arena                                    | 3-3                                        | 4-1                                        |
| 2011-12  | Viagrande                                  | 7-4                                        | Real Torgianese                            | 4-2                                        | 3-2                                        |
| 2012-13  | Lodigiani                                  | 11-4                                       | Bassotti                                   | 5-3                                        | 6-1                                        |
| 2013-14  | Perugia                                    | 8-3                                        | Itria                                      | 4-2                                        | 4-1                                        |
| 2014-15  | Polisportiva Futura                        | 9-4                                        | Angelana                                   | 7-1                                        | 2-3                                        |
| 2015-16  | Lecco                                      | 9-4                                        | Casoria                                    | 2-2                                        | 7-2                                        |
| 2016-17  | Petrarca                                   | 4-1                                        | Virtus Aniene 3Z                           | final four                                 | final four                                 |
| 2017-18  | Aquile Molfetta                            | 5-3                                        | Mattagnanese                               | final four                                 | final four                                 |
| 2018-19  | A-Team Arzignano                           | 5-0                                        | Sporting Venafro                           | final four                                 | final four                                 |
| 2019-20  | Rinviata a causa dell'epidemia di Covid-19 | Rinviata a causa dell'epidemia di Covid-19 | Rinviata a causa dell'epidemia di Covid-19 | Rinviata a causa dell'epidemia di Covid-19 | Rinviata a causa dell'epidemia di Covid-19 |
| 2020-21  | Rinviata a causa dell'epidemia di Covid-19 | Rinviata a causa dell'epidemia di Covid-19 | Rinviata a causa dell'epidemia di Covid-19 | Rinviata a causa dell'epidemia di Covid-19 | Rinviata a causa dell'epidemia di Covid-19 |
| 2021-22  | Bissuola                                   | 5-3 (dts)                                  | Futsal Noci 2019                           | final four                                 | final four                                 |
| 2022-23  | Marsala Futsal 2012                        | 9-3                                        | Cagliari                                   | final four                                 | final four                                 |
| 2023-24  | Real Sesto                                 | 5-3                                        | Heracles                                   | final four                                 | final four                                 |
| 2024-25  | Superaequum                                | 8-2                                        | San Giovanni                               | final four                                 | final four                                 |
| 2025-26  |                                            |                                            |                                            | final four                                 | final four                                 |

## Titoli per regione
| Regione   | Titoli | Anni                               |
| Lazio     | 6      | 1995, 2000, 2002, 2004, 2008, 2013 |
| Campania  | 5      | 1997, 1999, 2003, 2006, 2009       |
| Puglia    | 4      | 1994, 2005, 2011, 2018             |
| Sicilia   | 4      | 1998, 2007, 2012, 2023             |
| Veneto    | 3      | 2017, 2019, 2022                   |
| Lombardia | 2      | 2016, 2024                         |
| Marche    | 2      | 1996, 2010                         |
| Toscana   | 1      | 1993                               |
| Piemonte  | 1      | 2001                               |
| Umbria    | 1      | 2014                               |
| Calabria  | 1      | 2015                               |
| Abruzzo   | 1      | 2025                               |